# 3105-ös mellékút (Magyarország)
A 3105-ös számú mellékút egy négy számjegyű mellékút Pest vármegyében, a Gödöllői-dombságban.

## Nyomvonala
A 3-as főút bagi szakaszából ágazik ki, annak 41. kilométere közelében, egy körforgalmú csomópontból, délkelet felé. (Ellenkező irányban ugyanonnét ágazik ki a 21 115-ös út Domony felé). Települési neve a kezdeti szakaszán Dózsa György út, így keresztezi a Budapest–Hatvan-vasútvonalat, majd nem sokkal első kilométerének megtétele előtt kiágazik belőle a 30 421-es út, az M3-as autópálya bagi csomópontja felé. Felüljárón halad el az autópálya és a csomópont egyik átkötő ága, a 30 419-es út fölött, majd Bag központjába érve keletnek fordul. Egy rövid szakasza a Petőfi tér nevet viseli, majd Szent Imre utca néven halad tovább a település széléig.
Harmadik kilométere után nem sokkal lép át Hévízgyörk területére, ott a település központjáig Kossuth Lajos utca néven halad. Miután elhagyja a falu Szent József-templomát, a 4+700-as kilométerszelvénye közelében egy kereszteződéshez ér. A 3105-ös számozást az innen dél felé, Ady Endre utca néven induló szakasz viszi tovább, északi irányban a 31 311-es számú út indul ki ugyaninnen a Budapest–Hatvan-vasútvonal Hévízgyörk megállóhelye felé. Alig 300 méter után az út délkeleti irányba fordul, a hátralévő hévízgyörki szakaszán így húzódik.
A 6+400-as kilométerszelvénye táján lép át Galgahévízre, ott Fő út a neve és leginkább keleti irányban halad; a 7+700-as kilométerszelvénynél kiágazik belőle északi irányban a 31 312-es út (Galgahévíz megállóhely felé). A 9+400-as kilométerszelvénye közelében ér át a Galgahévízzel teljesen összeépült Turára, ahol több irányváltáson és egyben névváltáson is átesik. Első szakaszának neve Rákóczi Ferenc utca, majd egy következő szakasza a Tabán út. Ennek végénél, a 11+800-as kilométerszelvénynél kiágazik észak felé a 31 313-as út (ez Tura megállóhelyet szolgálja ki); itt újabb irány- és névváltással Petőfi Sándor tér, majd Kossuth Lajos út lesz a neve.
Így éri el azt a körforgalmat, ahol a 3104-es úttal találkozik (utóbbi gödöllői kezdőpontjától mintegy 23 kilométer megtételén van túl), de a folytatásban is a Kossuth Lajos út marad a neve. Közben egyre délebbnek fordul, egy szakaszon a Park utca, majd a Zsámboki út nevet viseli. Csak a 17. kilométere környékén hagyja el Turát és lép át Zsámbokra. Itt első szakaszán teljesen délnek halad, Turai út néven, majd a 19+600-as kilométerszelvénynél találkozik a 3106-os úttal, amely itt a 6+300-as kilométerszelvényénél jár. József Attila utca, illetve Szent Erzsébet tér néven rövid közös szakaszuk következik, majd a település központjában szétválnak: itt a 3105-ös út pont a 20. kilométerét teljesíti.
Innen délnyugat felé folytatódik, pár méter után kiágazik belőle délkelet felé a 3107-es út, majd a 20+650-es kilométerszelvénye közelében beletorkollik az északnyugat felől érkező 3102-es út, közel 35 kilométer megtétele után, amely Budapest XVI. kerületétől tart idáig. A folytatásban a 3105-ös számozást a 3102-es egyenes folytatásában délkelet felé haladó út viszi tovább, amely nem sokkal ezután délnek fordul és a 22. kilométerét elhagyva, Zsámbok, Dány és Kóka hármashatárát elérve e két utóbbi település határvonalán húzódik tovább. Dányt nem is érinti ennél jobban: a 22+700 kilométerszelvényénél teljesen átlép Kóka területére.

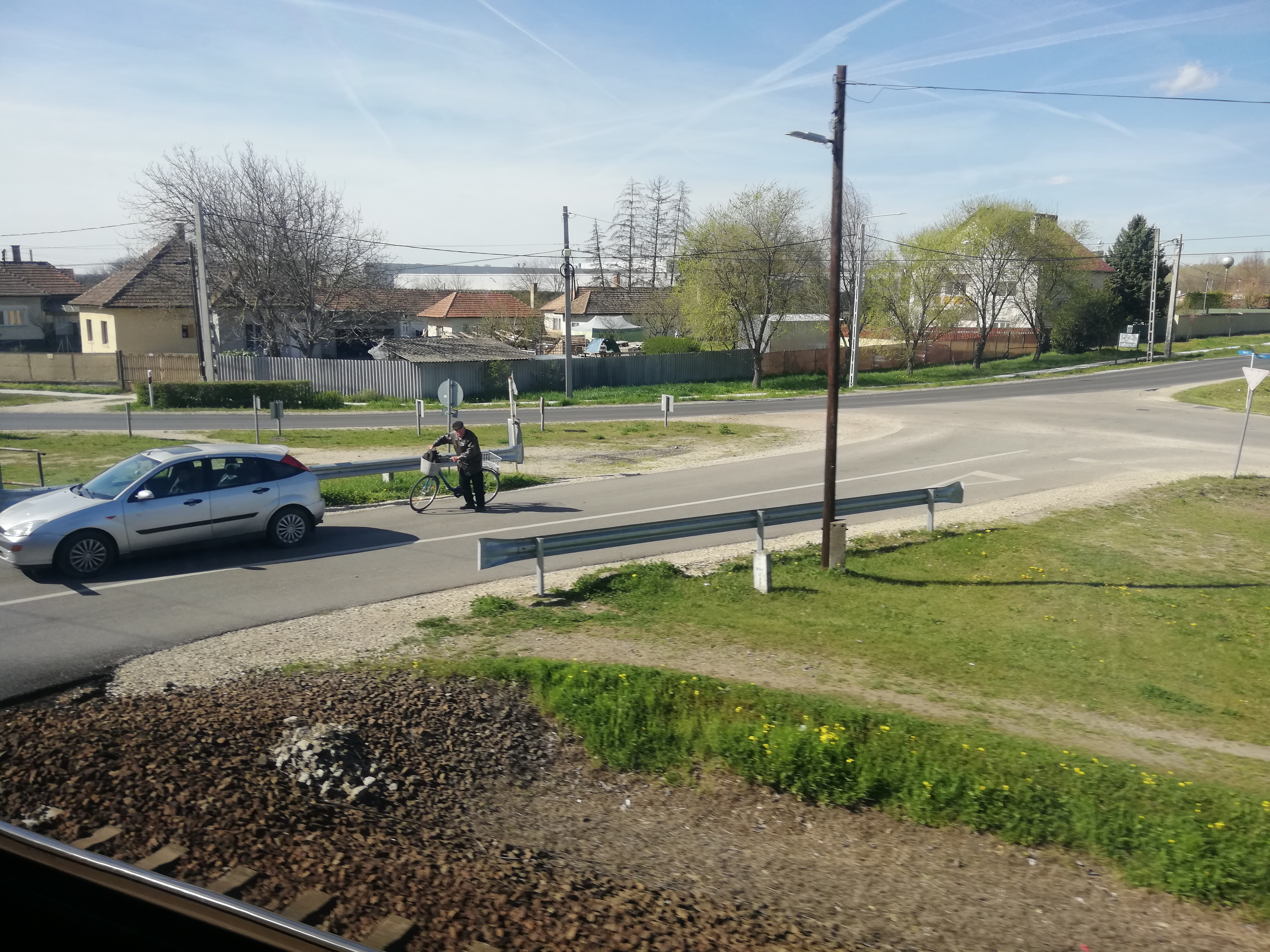
Sülysápra bevezető szakasza (a háttérben)

Ez utóbbi község központját az út a 27. kilométernél éri el, nem sokkal azelőtt ágazik ki belőle a Tápiószecső felé vezető 31 103-as út. Települési neve az elágazásig Zsámboki út, utána egy iránytöréssel Nagykátai út, majd egy újabb irányváltás után, újra délkeletnek fordulva Dózsa György út. 30. kilométerénél keresztezi a Felső-Tápió folyását, és kevesebb, mint egy kilométerre onnét átlép Sülysáp területére.

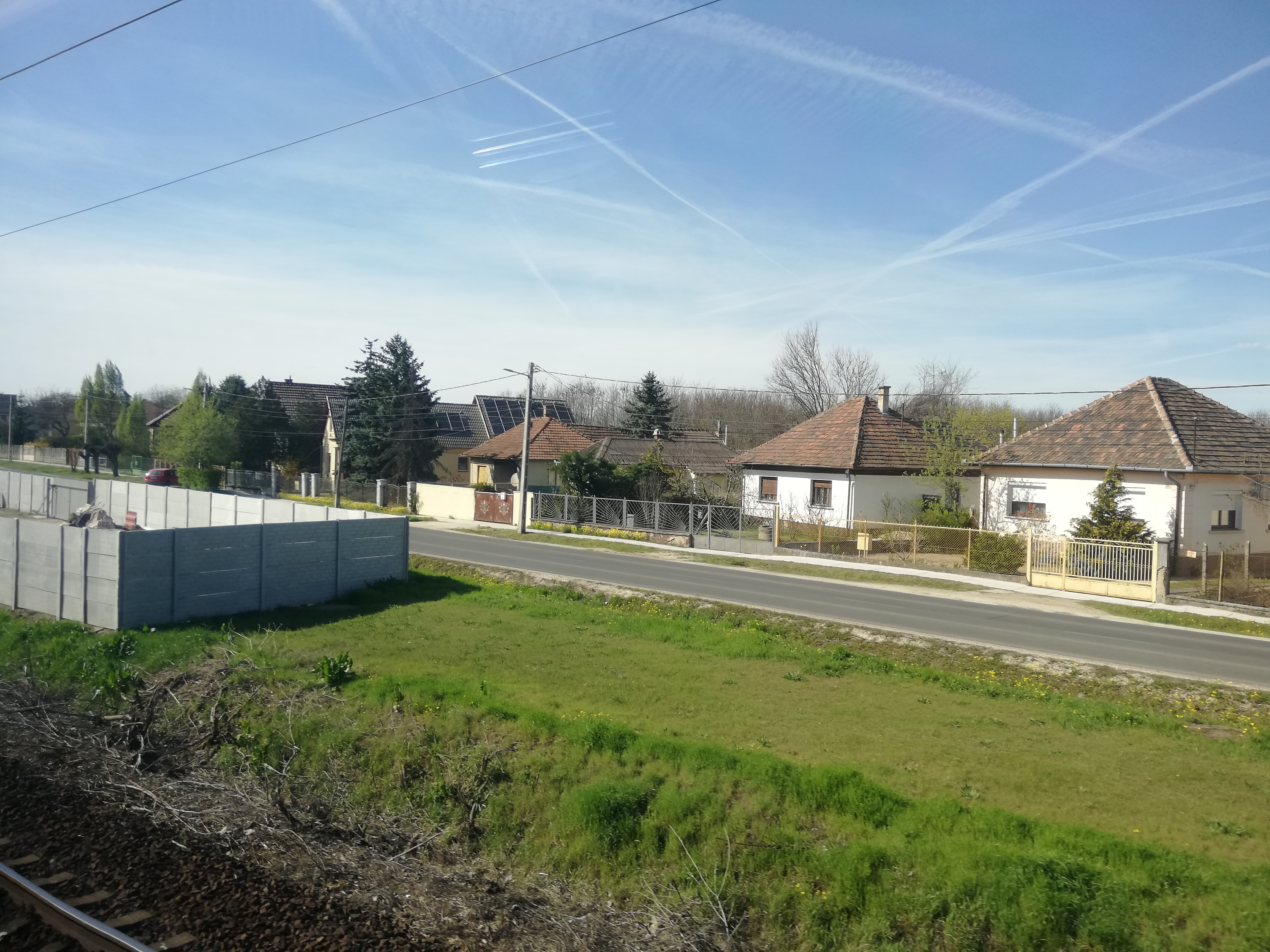
Sülysáp vasútállomás közelében

Amint eléri a Budapest–Újszász–Szolnok-vasútvonal térségét, azzal párhuzamos irányba fordul, nyugat felé és a Vasút utca nevet veszi fel, majd a 32+700-as kilométerszelvénye körül kiágazik belőle a 31 104-es út, az addigi irány egyenes folytatásaként, a település nyugati része felé, az út maga pedig délnek fordul. Keresztezi a vágányokat, majd a Szent István tér nevet veszi fel. Utolsó szakaszán még keresztezi az Alsó-Tápió folyását, majd a 31-es főútba beletorkollva ér véget, annak 42+200-as kilométerszelvénye közelében.
Teljes hossza, az országos közutak térképes nyilvántartását szolgáló kira.gov.hu adatbázisa szerint 33,274 kilométer.

## Története
1934-ben a kereskedelem- és közlekedésügyi miniszter 70 846/1934. számú rendelete a Tura és Zsámbok közti szakaszát főúttá nyilvánította, az akkori 31-es számú, Hatvan és Cegléd közt húzódó másodrendű főút részeként. Zsámbok-Tápiósüly közti szakasza is létezett már, de csak mellékútként.

## Települések az út mentén
- Bag
- Hévízgyörk
- Galgahévíz
- Tura
- Zsámbok
- Dány
- Kóka
- Sülysáp